# Соболівка (Подільський район)
Соболі́вка — село Куяльницької сільської громади в Подільському районі Одеської області, Україна. Населення становить 690 осіб.

## Історія
Під час організованого радянською владою Голодомору 1932—1933 років померло щонайменше 48 жителів села.
12 червня 2020 року, відповідно до Розпорядження Кабінету Міністрів України від № 724-р «Про визначення адміністративних центрів та затвердження територій територіальних громад Одеської області», увійшло до складу Куяльницької сільської територіальної громади.
19 липня 2020 року, в результаті адміністративно-територіальної реформи і ліквідації Подільського району (1923-2020), село увійшло до складу новоутвореного Подільського району Одеської області.

## Персоналії
- Сабатин Сергій Сергійович (1995—2022) — український військовик, учасник російсько-української війни[4].
- Голоднюк Дмитро Володимирович (1996—2022) — український військовик, учасник російсько-української війни[4].

## Населення
Згідно з переписом УРСР 1989 року чисельність наявного населення села становила 663 особи, з яких 293 чоловіки та 370 жінок.
За переписом населення України 2001 року в селі мешкало 690 осіб.

### Мова
Розподіл населення за рідною мовою за даними перепису 2001 року:
| Мова       | Відсоток |
| ---------- | -------- |
| українська | 86,67 %  |
| російська  | 6,38 %   |
| молдовська | 5,94 %   |
| білоруська | 0,29 %   |
| болгарська | 0,29 %   |
| вірменська | 0,29 %   |